# Citroën C2
Citroën C2 — трёхдверный хетчбэк сегмента B, выпускавшийся французской компанией Citroën (часть концерна PSA, ныне — Stellantis) с 2003 по 2009 год. В модельном ряду сменил Saxo и был заменён на DS 3. Модель имела успех в Европе — полмиллиона проданных автомобилей. Несмотря на коммерческий успех, различные автомобильные издания оценили модель средне, из минусов отмечая тесный задний ряд и плохую работу автоматической коробки передач. Автомобиль также принимал участие в автоспорте.

## История

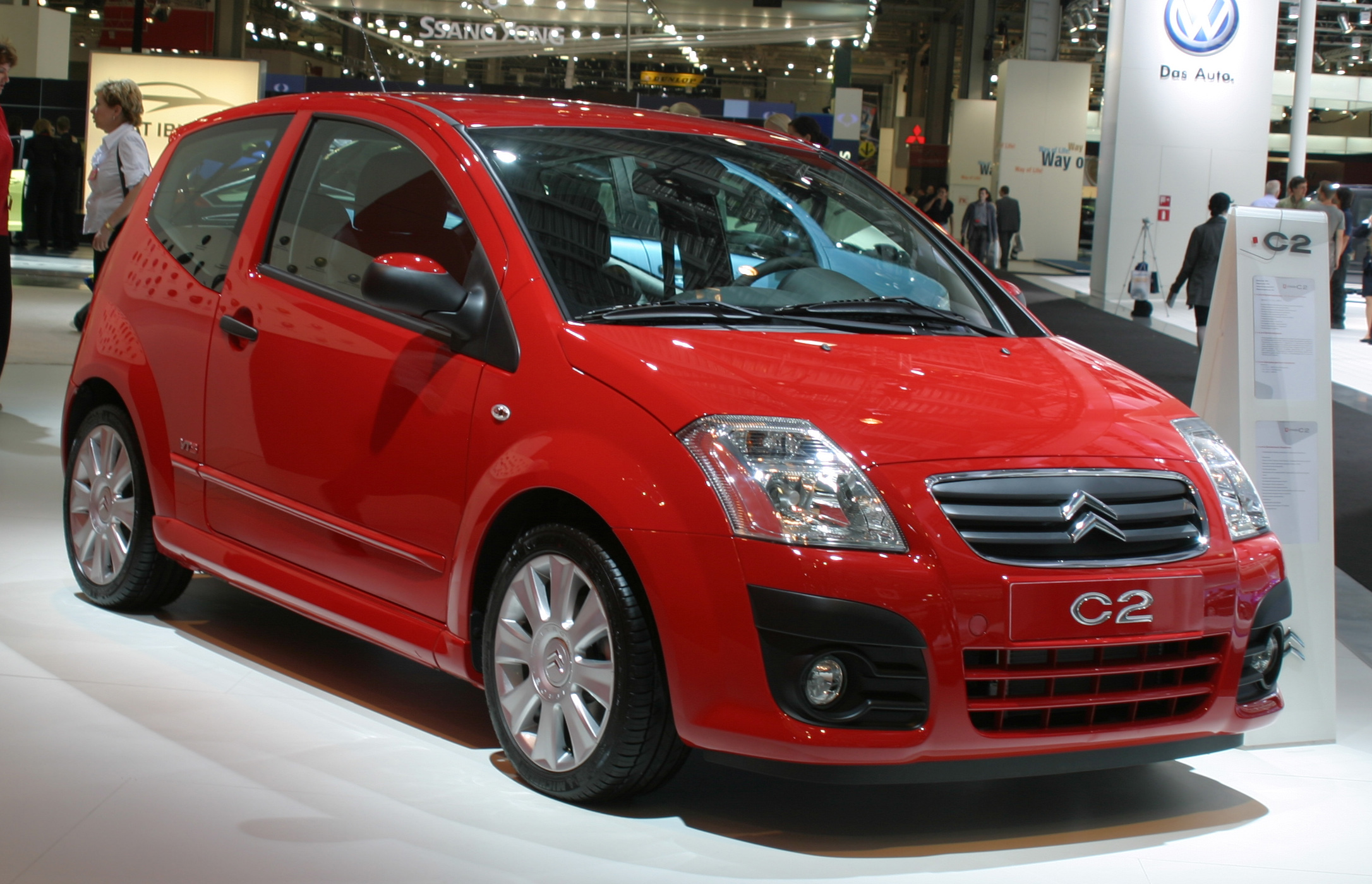
Рестайлинговая модель (2008—2009)

Впервые Citroën C2 был представлен в марте 2003 года на Женевском автосалоне, но в виде его раллийной версии C2 Sport. Презентация же серийной модели состоялась в сентябре того же года на Франкфуртском автосалоне. Модель является одним из двух преемников автомобиля Citroën Saxo. Вторым является C3, с которым C2 делит общую платформу. Позиционирование у двух машин разное — C3 официально позиционировался как небольшой семейный автомобиль, а C2 — как индивидуальный и спортивный. В разработку модели было вложено 322 млн евро. Продажи модели в Европе и в России стартовали в сентябре 2003 года, а сборка осуществлялась в городе Оне-су-Буа, Франция.
С осени 2006 по 2013 год в Китае под именем Citroën C2 продавался видоизменённый Peugeot 206. Поскольку он не имеет к описываемому автомобилю никакого отношения, подробнее о нём см. соответствующую статью.
В апреле 2008 года модель прошла рестайлинг. Изменения во внешности небольшие: слегка изменённый бампер и решётка радиатора. Двигатели также претерпели небольшие изменения в плане снижения расхода топлива и уменьшения количества выбросов. На модель с бензиновым двигателем объёмом 1,4 литра стала устанавливаться система Start & Stop, глушащая автомобиль при остановке на перекрёстке. По словам компании, это увеличивает экономичность модели на 10—15%.
С 2009 года продажи модели начали завершаться. В январе 2009 года модель покинула российский рынок, а в ноябре производство C2 во Франции было окончательно свёрнуто.

## Дизайн и конструкция

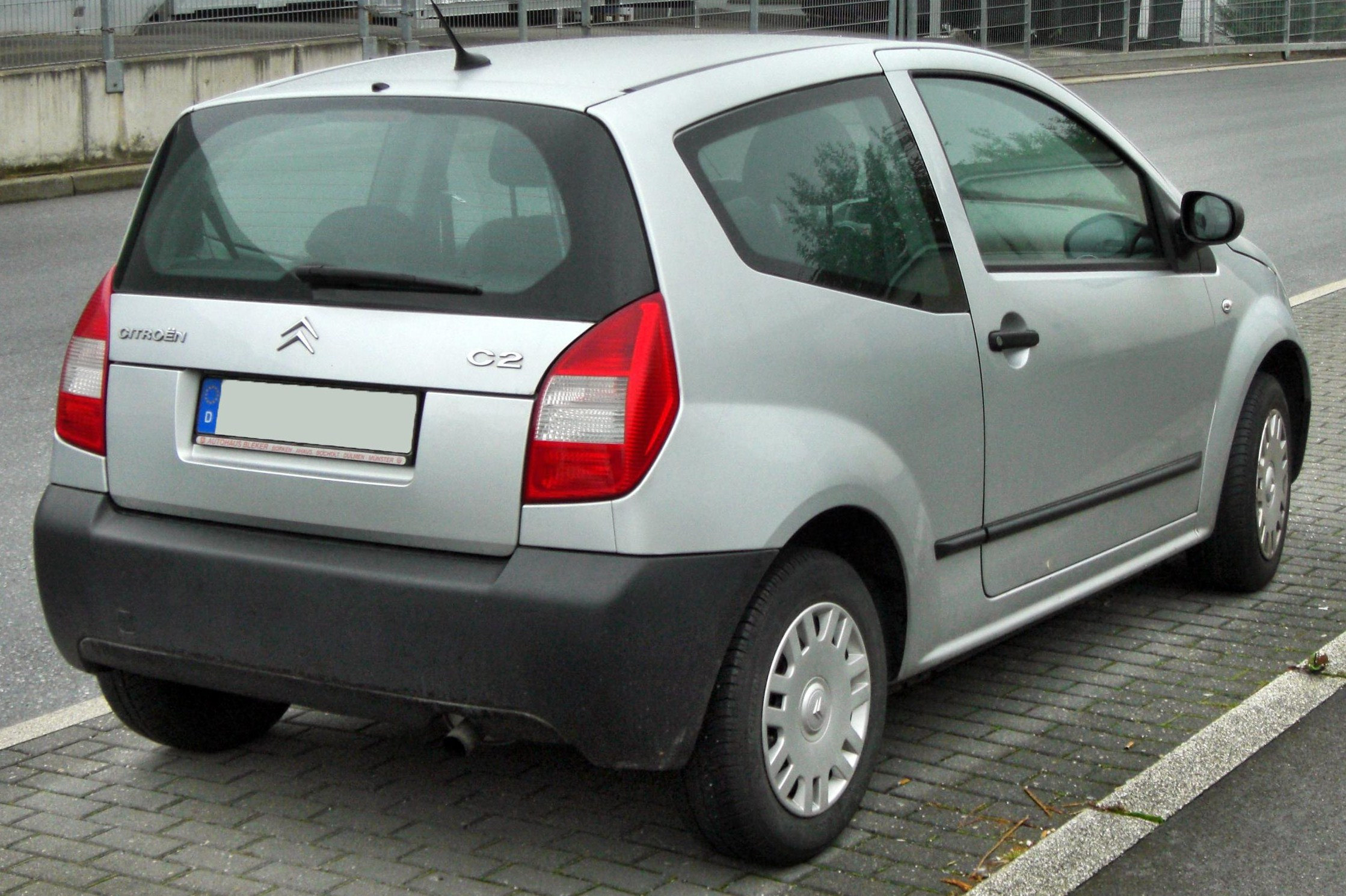
Вид сзади

Как уже сказано выше, C2 делит платформу PF1 с пятидверным C3, однако он короче него на 300 мм и ниже на 60 мм. Спереди модель имеет округлую форму кузова, а вот задняя часть почти вертикальная. Салон у двух моделей также схожий: например, центральная консоль у C2 полностью идентичная таковой у C3. Панель приборов находится перед водителем, что для Citroën непривычно (например, у моделей C4 и C6 она расположена по центру торпедо). В салоне всего 4 места: на заднем ряду также расположены два отдельных кресла. Багажник небольшой — 193 литра, при сложенных задних сиденьях — 879 литров. Багажная дверь двухсекционная — стекло и часть двери выше номерного знака поднимаются вверх, а остальное опускается вниз. По заявлениям производителя, нижняя часть багажной двери выдерживает нагрузку до 100 кг.
Модель имеет передний привод. Передняя подвеска — типа McPherson, задняя — полузависимая, пружинная. Передние тормоза — дисковые, задние — барабанные. С 16-клапанным 1,6-литровым двигателем передние тормоза — дисковые, вентилируемые, задние — дисковые. Устанавливаемые колёса — 175/65 R14 или 195/45 R16. В России на старте продаж модель предлагалась с тремя двигателями: базовый мотор — бензиновый объёмом 1,4 литра и мощностью 75 л.с, за ним идёт турбодизельный двигатель с тем же объёмом 1,4 литра и мощностью 68 л.с. Самым мощным является 16-клапанный бензиновый двигатель объёмом 1,6 литра мощностью 110 л.с. С двигателями объёмом 1,4 литра предлагалась пятиступенчатая механическая коробка передач, а с двумя бензиновыми моторами — ещё и пятиступенчатая автоматическая.

## Безопасность
| Euro NCAP                                         | Euro NCAP | Euro NCAP | Euro NCAP |
| ------------------------------------------------- | --------- | --------- | --------- |
| Рейтинги                                          | Пассажир  |           | 29        |
| Рейтинги                                          | Ребёнок   |           | 29        |
| Рейтинги                                          | Пешеход   |           | 12        |
| Протестированная модель: Citroën C2 1.1 SX (2003) |           |           |           |

Автомобиль прошёл краш-тест EuroNCAP в 2003 году. Согласно отчёту, модель оборудована преднатяжителями и ограничителями нагрузки передних ремней безопасности, фронтальными подушками безопасности водителя и переднего пассажира, а также креплениями для детских кресел Isofix на задних сиденьях.
Во фронтальном ударе кузов деформировался минимально. Единственной проблемой в силу маленького размера автомобиля оказался недостаток пространства для колен, поэтому рулевая колонка и передняя панель могут быть травмоопасными. В боковом ударе автомобиль также хорошо защитил пассажиров, однако дверь могла представлять опасность для грудной клетки водителя. Уровень защиты детей была довольно высоким, но в боковом ударе они рисковали получить травму головы. Что касается защиты пешеходов, то капот является относительно безопасным, чего не скажешь о бампере.

## Обзоры и оценки
Российское издание «Авторевю» в 2003 году проводило сравнительный тест, в котором участвовали Citroën C2, Ford Fiesta и Opel Corsa C. Тест был не совсем равным для C2, поскольку два других автомобиля были на порядок длиннее и выше (хотя также относились к сегменту B). Разница в размерах стала причиной того, что модели Fiesta и Corsa получили более высокую оценку за простор сзади и за багажник. В плане разгона C2 оказался схож с моделью от Ford. Механизм переключения передач, по словам редакции, требует привыкания. В управляемости модель оказалась на втором месте, после Fiesta. Итоговая оценка — всего 730 баллов (у Fiesta — 805, у Corsa — 765).
Издание «За рулём» провело в 2007 году индивидуальный тест автомобиля. Как и в случае с другими автомобилями марки, дизайн оказался сильной стороной модели. Задний ряд был раскритикован за тесноту, а багажник — за небольшой объём. Автоматическая коробка передач «Senso-Drive» была отмечена неудобной из-за «суетных рывков и переключений невпопад».
Что касается иностранных изданий, то британское издание «Auto Express» оценило модель лишь на 2 из 5, в основном из-за плохой управляемости и слишком чувствительных тормозов. Нидерландское издание «Autoweek» оценило модель на 3 из 5: за надёжность поставили только 1 из 5, за производительность и комфорт — 4 из 5, за затраты — 3 из 5. На вопрос «Купили ли бы вы этот автомобиль снова?» дан ответ «возможно». Другое нидерландское издание, «Autozine», из плюсов отметило дизайн, эргономику и хорошую безопасность, а из минусов — навязывание коробки передач «Senso-Drive» при покупке, множество функций лишь в качестве опций и плохое соотношение «цена/производительность».

## Отзывные кампании
Модель отзывалась несколько раз с 2004 по 2010 год: в 2004 году — из-за возможного контакта между задним левым брызговиком и тормозным шлангом, в 2005 — из-за вероятности поломки пружин и потери эффективности тормозов, в 2006 — из-за медленного возвращения педали газа в исходное положение и вновь из-за снижения эффективности тормозов, в 2008 — из-за проблемы с задним сиденьем и возможностью отсоединения поперечины передней подвески, в 2009 — из-за возможности поломки ручного тормоза и внезапного отключения фар, а в 2010 — из-за возможности поломки фар.

## Продажи
Несмотря на то, что продажи модели в Европе не доходили до уровня модели C3, было продано более 540 тысяч автомобилей. В России было продано лишь около 1,5 тысяч автомобилей — около 200—300 автомобилей ежегодно.
| Страна | Календарный год | Календарный год | Календарный год | Календарный год | Календарный год | Календарный год | Календарный год | Календарный год | Итого   |
| Страна | 2003            | 2004            | 2005            | 2006            | 2007            | 2008            | 2009            | 2010            | Итого   |
| ------ | --------------- | --------------- | --------------- | --------------- | --------------- | --------------- | --------------- | --------------- | ------- |
| Европа | 28 681          | 142 211         | 114 326         | 86 901          | 68 562          | 53 774          | 42 913          | 3298            | 540 666 |
| Россия | 46              | 360             | 231             | 329             | 253             | 147             | 75              | 1               | 1442    |

## В автоспорте

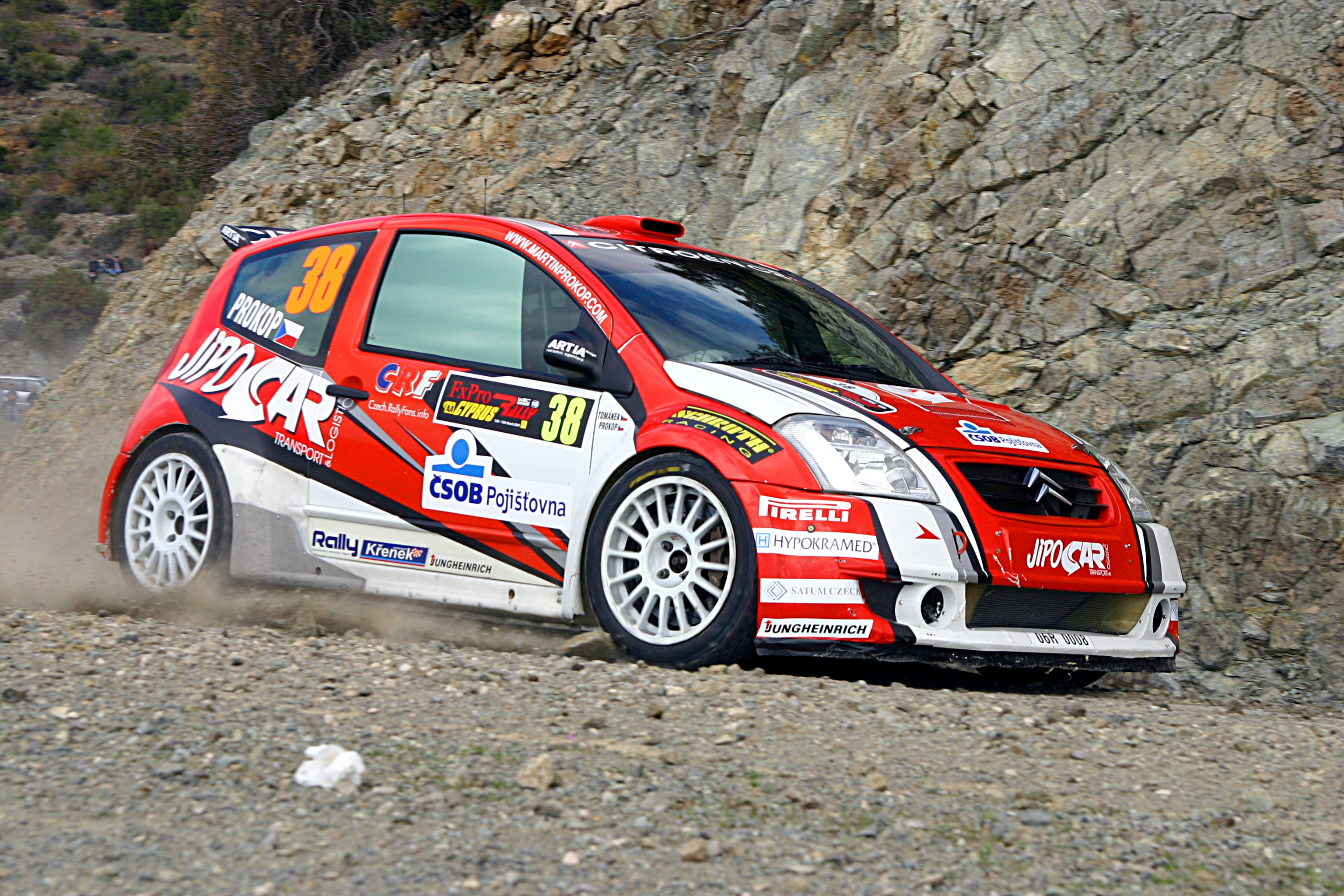
Прокоп, Мартин за рулём Citroen C2 на Чемпионате мира по ралли 2009

На базе Citroën C2 было создано несколько подготовленных для автоспорта автомобилей. Среди них — версия класса S1600, которая участвовала во множестве самых разных раллийных турниров, в том числе в 52 этапах чемпионата мира. Дебют состоялся на Ралли Германии в 2004 году, а финальный заезд — на Ралли Греции 2013 года. При этом Citroën C2 S1600 считался одной из лучших машин своего класса в мире. В частности, с 2004 по 2010 год на этой машине стартовали в 43 этапах чемпионата мира по ралли среди юниоров, где использовалась только техника Super 1600, и 22 гонки (более половины) завершились победой. Citroën C2 S1600 использовался в шести полных сезонах юниорских чемпионатов мира по ралли, с 2005 по 2010 год (в 2007-м турнир назывался Чемпионат FIA по ралли в классе Junior), три из них были выиграны на французской модели. Чемпионами становились испанец Дани Сордо в 2005 году, француз Себастьен Ожье в 2008-м и чех Мартин Прокоп в 2009 году. Кроме того, на модели стартовали в 44 этапах чемпионата Европы по ралли, где было завоёвано 9 подиумов в абсолютном зачёте.
Citroen C2 активно применялся в кольцевых автогонках. В частности, в 2005 году автогонщик Александр Сотников выиграл на этой модели Кубок RTCC в зачёте «Туринг-Лайт».